# Naples (Idaho)
Naples è una comunità non incorporata degli Stati Uniti d'America situata nella contea di Boundary dello Stato dell'Idaho.
È una comunità composta soprattutto da contadini e taglialegna, posta in una tranquilla valle a circa 36 chilometri a sud del confine con il Canada. L'area abbonda di natura, corsi d'acqua e laghetti.
Il Parco Naturale di Kootenia abbonda di orsi, alci, coioti, cervi e una infinità di specie volatili, in questa che è un'area riproduttiva. Si possono effettuare escursioni sui sentieri calpestabili, sempre ben curati, costeggiando corsi d'acqua, e visitare il Moyie River Canyon e le sue cascate. Nella stagione invernale si può sciare a Schweitzer sulle Montagne Selkirk; in estate si può pescare, fare windsurf, o navigare a vela sui laghi Pend Oreille o sul Coeur d'Alene.
Il nome di questa cittadina deriva da quello di Napoli, da cui provenivano diversi operai che collaborarono a costruire, intorno al 1890, la prima linea ferroviaria che attraversava la regione; forse erano le stesse persone diedero il nome alle montagne vicino chiamandole Naso Romano (Roman Nose Mountain).

## Società

### Evoluzione demografica
Secondo il censimento del luglio 2007, c'erano 1,861 persone.

### Etnie e minoranze straniere
Secondo il censimento del luglio 2007, la composizione etnica della città era formata dall'88,8% di bianchi, lo 0,2% di afroamericani, l'1,2% di nativi americani, lo 0,4% di asiatici, lo 0,4% di oceanici, lo 0,06% di altre razze, e l'1,3% di due o più etnie. Ispanici o latinos di qualunque razza erano il 7,8% della popolazione.